# Église Saint-Jean-Baptiste de Villiers-le-Duc
Pour les articles homonymes, voir Église Saint-Jean-Baptiste.
L'église Saint-Jean-Baptiste est une église catholique située à Villiers-le-Duc dans le département de la Côte-d'Or, en France.

## Localisation
L'église Saint-Jean-Baptiste est située dans le département français de la Côte-d'Or, sur la commune de Villiers-le-Duc.

## Historique
L'église Saint-Jean-Baptiste est édifiée au XIIIe siècle sur les vestiges de la chapelle de l'ancien château ducal auquel elle reste reliée par une galerie. Seuls le chœur et la base du clocher actuels remontent à cette époque.
D'importants remaniements interviennent à la fin du XVe siècle au niveau de la nef puis au XVIIIe siècle avec l'ouverture des baies. Le portail est refait en 1847.

## Description

### Architecture
Église à nef unique, voûtée plein cintre dont le clocher du XIIIe siècle est situé à sa jonction avec le chœur.
Le chœur, plus étroit que la nef et encadré de deux autels secondaires, est du XVe siècle avec deux travées flamboyantes de voûtes sur croisées d'ogives.
La façade est ornée d'un très beau porche remarquable par ses engoulants.

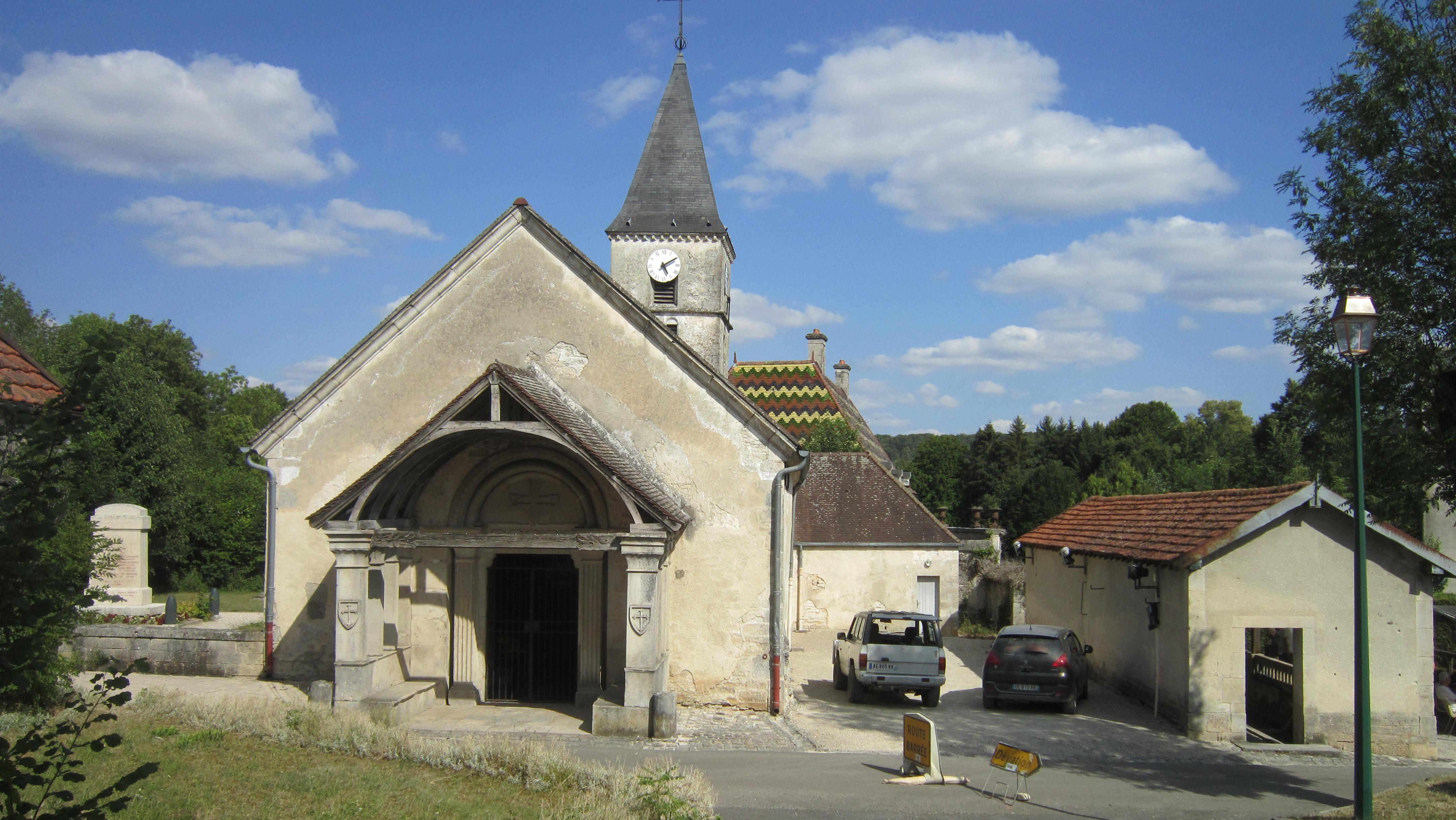
Façade de l'église. À droite le lavoir et au fond la toiture du château.
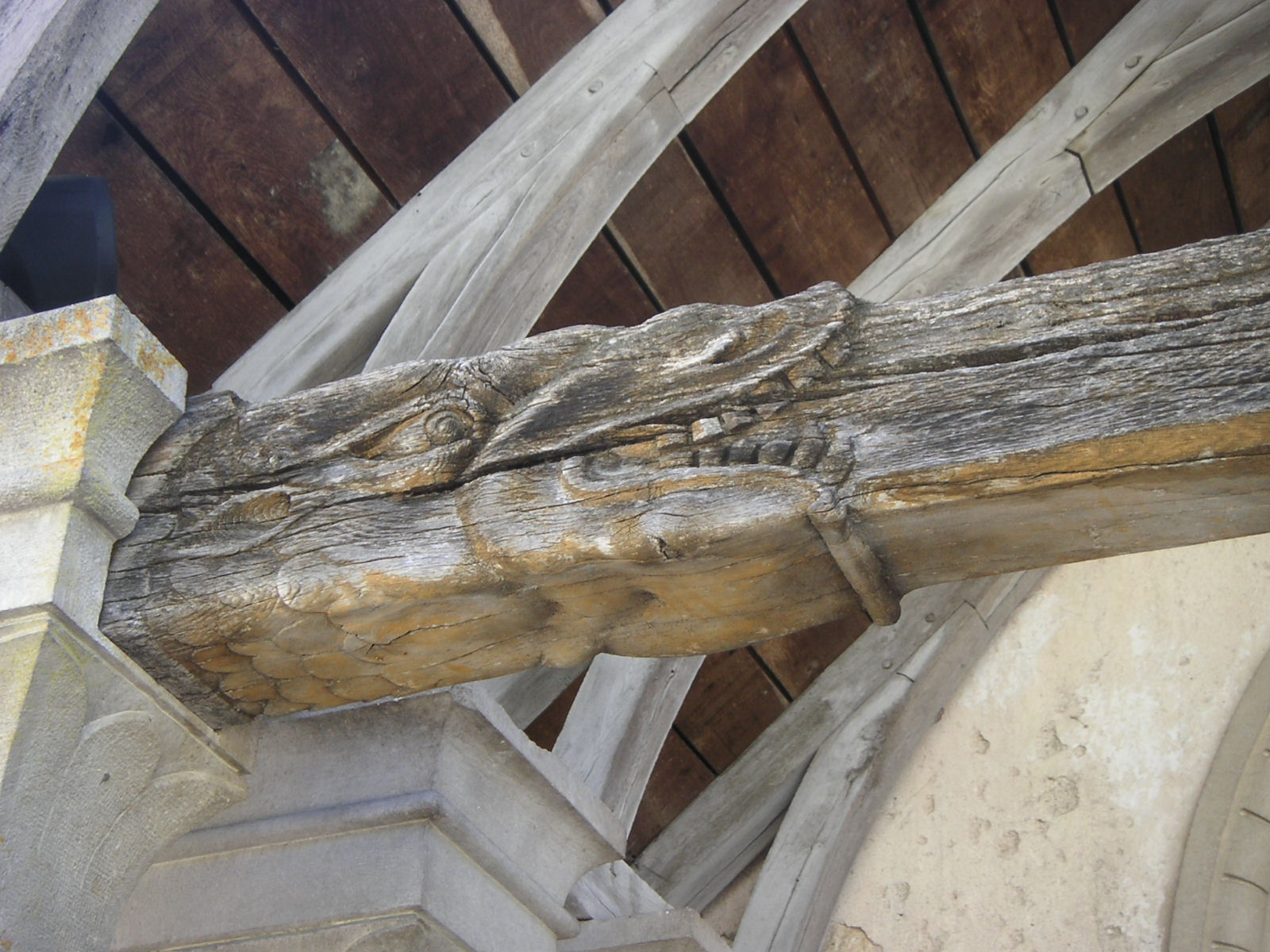
Poutre sculptée à engoulants.

### Mobilier
Le mobilier liturgique fait l'objet d'une inscription à l'inventaire général du patrimoine culturel ainsi que :
- Le long du mur de la nef de beaux fragments de fresques polychromes d'époque gothique (XVe / XVIe siècle) représentent une suite de saints (saint Michel, saint Denis, sainte Agathe ...) et de donateurs[2].
- Christ en croix en bois du XVIe siècle
- Statuaire et bâtons de procession XVIIe / XIXe siècle : 2 Vierges à l'Enfant dont une du XVIIe siècle classée monument historique[3]  Classé MH (1992), 2 anges, sainte Catherine d'Alexandrie, l'Education de la Vierge, saint Jean-Baptiste. La statuaire semble assez largement récupérée de la destruction de l'ancienne abbatiale du Val des Choues.
- Tableaux XVIIe / XIXe siècle : la Remise du Rosaire à saint Dominique, le Christ et Judas, Jésus enseignant ses parents, sainte Catherine d'Alexandrie, le Baptême du Christ.
- Verrières : saint Jean-Baptiste, saint Joseph[4].

## Protection
L'édifice est inscrit au titre des monuments historiques en 1988 et classé en 1995  Classé MH (1995).